# Seljani (gmina Rogatica)
Seljani (cyr. Сељани) – wieś w Bośni i Hercegowinie, w Republice Serbskiej, w gminie Rogatica. W 2013 roku liczyła 276 mieszkańców.